# Erioptera brevirama
Erioptera brevirama là một loài ruồi trong họ Limoniidae. Chúng phân bố ở miền Cổ bắc.